# Джаспер (Техас)
Джаспер (англ. Jasper) — місто (англ. city) в США, в окрузі Джеспер штату Техас. Населення — 6884 особи (2020).

## Географія
Джаспер розташований за координатами 30°55′22″ пн. ш. 93°59′36″ зх. д. / 30.92278° пн. ш. 93.99333° зх. д. (30.922681, -93.993251).  За даними Бюро перепису населення США в 2010 році місто мало площу 27,09 км², з яких 27,06 км² — суходіл та 0,03 км² — водойми.

### Клімат
| Клімат : Джаспер                                                                                                   | Клімат : Джаспер | Клімат : Джаспер | Клімат : Джаспер | Клімат : Джаспер | Клімат : Джаспер | Клімат : Джаспер | Клімат : Джаспер | Клімат : Джаспер | Клімат : Джаспер | Клімат : Джаспер | Клімат : Джаспер | Клімат : Джаспер | Клімат : Джаспер |
| Показник | Січ.             | Лют.             | Бер.             | Квіт.            | Трав.            | Черв.            | Лип.             | Серп.            | Вер.             | Жовт.            | Лист.            | Груд.            | Рік              |
| Середній максимум, °C                                                                                              | 14,6             | 17,4             | 21,6             | 25,9             | 29,2             | 32,1             | 33,8             | 34,1             | 31,1             | 26,9             | 21,6             | 16,9             | 25,4             |
| Середня температура, °C                                                                                            | 8,3              | 10,4             | 14,7             | 19,1             | 22,5             | 25,6             | 27,1             | 27,2             | 24,2             | 19,3             | 14,6             | 9,9              | 18,6             |
| Середній мінімум, °C                                                                                               | 1,9              | 3,3              | 7,7              | 12,2             | 15,8             | 19,1             | 20,4             | 20,2             | 17,3             | 11,5             | 7,4              | 2,9              | 11,7             |
| Норма опадів, мм                                                                                                   | 112              | 112              | 112              | 94               | 142              | 135              | 97               | 91               | 104              | 91               | 117              | 135              | 1339             |
| --- | ---------------- | ---------------- | ---------------- | ---------------- | ---------------- | ---------------- | ---------------- | ---------------- | ---------------- | ---------------- | ---------------- | ---------------- | ---------------- |
| Джерело: Weatherbase Jasper Climate. Weatherbase. Архів оригіналу за 22 березня 2012. Процитовано 11 березня 2010. |                  |                  |                  |                  |                  |                  |                  |                  |                  |                  |                  |                  |                  |

## Демографія
Згідно з переписом 2010 року, у місті мешкало 7590 осіб у 2890 домогосподарствах у складі 1892 родин. Густота населення становила 280 осіб/км².  Було 3445 помешкань (127/км²).
Расовий склад населення:
| - 45,8 % — білих - 44,4 % — чорних або афроамериканців - 1,5 % — азіатів - 0,4 % — корінних американців - 6,0 % — осіб інших рас |

До двох чи більше рас належало 1,9 %. Частка іспаномовних становила 10,8 % від усіх жителів.
За віковим діапазоном населення розподілялося таким чином: 29,4 % — особи молодші 18 років, 55,4 % — особи у віці 18—64 років, 15,2 % — особи у віці 65 років та старші. Медіана віку мешканця становила 34,9 року. На 100 осіб жіночої статі у місті припадало 82,3 чоловіків;  на 100 жінок у віці від 18 років та старших — 77,1 чоловіків також старших 18 років.
Середній дохід на одне домашнє господарство  становив 40 588 доларів США (медіана — 28 431), а середній дохід на одну сім'ю — 51 199 доларів (медіана — 42 188). Медіана доходів становила 31 667 доларів для чоловіків та 29 375 доларів для жінок. За межею бідності перебувало 31,1 % осіб, у тому числі 38,9 % дітей у віці до 18 років та 19,4 % осіб у віці 65 років та старших.
Цивільне працевлаштоване населення становило 2560 осіб. Основні галузі зайнятості: освіта, охорона здоров'я та соціальна допомога — 26,0 %, роздрібна торгівля — 19,7 %, мистецтво, розваги та відпочинок — 11,6 %, публічна адміністрація — 8,8 %.